# Sabieite
La sabieite è un minerale.